# Дарменіський сільський округ
Дармені́ський сільський округ (каз. Диірмене ауылдық округі, рос. Дармениский сельский округ) — адміністративна одиниця у складі Ариської міської адміністрації Туркестанської області Казахстану. Адміністративний центр — село Дарміно.
Населення — 4393 особи (2021; 3771 у 2009, 3874 у 1999, 4057 у 1989).
Станом на 1989 рік існувала Задар'їнська сільська рада (села Даулет'яр, Єскара, Жанбас, Задар'я, Підхоз, Степне, селища Багара, Лісхоз, Роз'їзд 40), села Бугунь, Дарміно та Каражантак перебували у складі Акдалинської сільської ради. 1993 року Задар'їнська сільська рада перетворена в Задар'їнський сільський округ, села Бугунь, Дарміно та Каражантак утворили окремий Дарменіський сільський округ. 2013 року було ліквідовано Сирдар'їнський сільський округ (колишній Задар'їнський сільський округ), села Сирдар'я (колишнє село Задар'я) та Шогірлі (колишнє село Підхоз) передано до складу Ходжатогайського сільського округу.

## Склад
До складу округу входять такі населені пункти:
| Населений пункт              | Колишні назви | Населення, осіб (1989) | Населення, осіб (1999) | Населення, осіб (2009) | Населення, осіб (2021) |
| ---------------------------- | ------------- | ---------------------- | ---------------------- | ---------------------- | ---------------------- |
| Багара, село                 | -             | 48                     | 238                    | -                      | -                      |
| Дарміно, село                | -             | 1181                   | 2001                   | 1188                   | 1447                   |
| Даулет'яр, село              | -             | 407                    | 0                      | -                      | -                      |
| Єскара, село                 | -             | 330                    | 73                     | -                      | -                      |
| Жанбас, село                 | -             | 327                    | 104                    | -                      | -                      |
| Каражантак, село             | -             | 391                    | 432                    | 495                    | 535                    |
| Кизилкопір, село             | Шаян          | -                      | -                      | 505                    | 566                    |
| Орманди, село                | Лісхоз        | 193                    | 192                    | 226                    | 242                    |
| Роз'їзд 40, станційне селище | -             | 44                     | 44                     | 83                     | 92                     |
| Санали, село                 | Бугунь        | 745                    | 790                    | 841                    | 1094                   |
| Степне, село                 | -             | 391                    | 0                      | -                      | -                      |
| Теміржолши, село             | -             | -                      | -                      | 433                    | 417                    |